# Lorrane Ferreira
Lorrane Cristina Versiani Ferreira (Belo Horizonte, 17 de março de 1993), é uma nadadora brasileira especialista no estilo livre. Representou o Brasil em diversas competições internacionais, conquistando medalhas em Jogos Pan-Americanos e Sul-Americanos, além de uma participação no campeonato mundial de natação. Além de atleta, Lorrane é arquiteta formada pela Universidade Federal de Minas Gerais (UFMG).

## Carreira

### Início
Lorrane aprendeu a nadar em 2002, aos 8 anos de idade (categoria Pré-Mirim), na academia Alternativa em Belo Horizonte. No ano seguinte, passou a treinar na academia Mergulho, onde permaneceu até 2007. Nesse mesmo ano, foi aprovada no teste do Minas Tênis Clube e integrou a equipe Infantil do clube belo-horizontino, dando os primeiros passos em sua carreira na natação competitiva.

### Minas Tênis Clube
Integrou o Minas Tênis Clube de 2007 a 2017, iniciando sua trajetória competitiva na categoria Infantil 2 e permanecendo até a categoria Sênior. Durante esse período, destacou-se nas categorias de base e começou a consolidar sua carreira como especialista em provas de velocidade. No Minas, Lorrane participou de diversas competições regionais e nacionais, conquistando títulos importantes que marcaram o início de sua trajetória na natação.

### Esporte Clube Pinheiros
Entre 2018 e 2021, representou o Esporte Clube Pinheiros, onde deu continuidade à sua carreira como nadadora profissional. No Pinheiros, conquistou títulos em competições nacionais que a levaram a integrar a seleção brasileira na disputa dos Jogos Pan-Americanos, em 2019. Esse período foi marcado pela consolidação de sua performance na prova dos 50 metros livre, na qual se destacou como uma das principais atletas do país.

### SESI São Paulo
Desde 2022, Lorrane representa o SESI São Paulo, clube onde permanece até os dias atuais. Pelo SESI, Lorrane continuou se destacando nos 50 metros livre, especialmente em provas de piscina longa (50m). Conquistou múltiplos títulos nacionais, o que a levou a ser selecionada para representar o Brasil em importantes competições internacionais, incluindo os Campeonatos Mundiais de Esportes Aquáticos de piscina longa em Budapeste (Hungria, 2022) e Singapura (2025), os Jogos Sul-Americanos de Assunção, em 2022, e os Jogos Pan-Americanos de Santiago, em 2023. Essas participações reforçaram sua posição como uma das principais velocistas do Brasil.

### Marinha do Brasil
Em 2022, foi aprovada no edital do Programa Olímpico da Marinha (PROLIM), através da prova dos 50 metros nado livre, recebendo a patente de 3º sargento. Com isso, passou a integrar oficialmente a Marinha do Brasil, representando a instituição e as Forças Armadas do Brasil em competições militares.

### Galeria

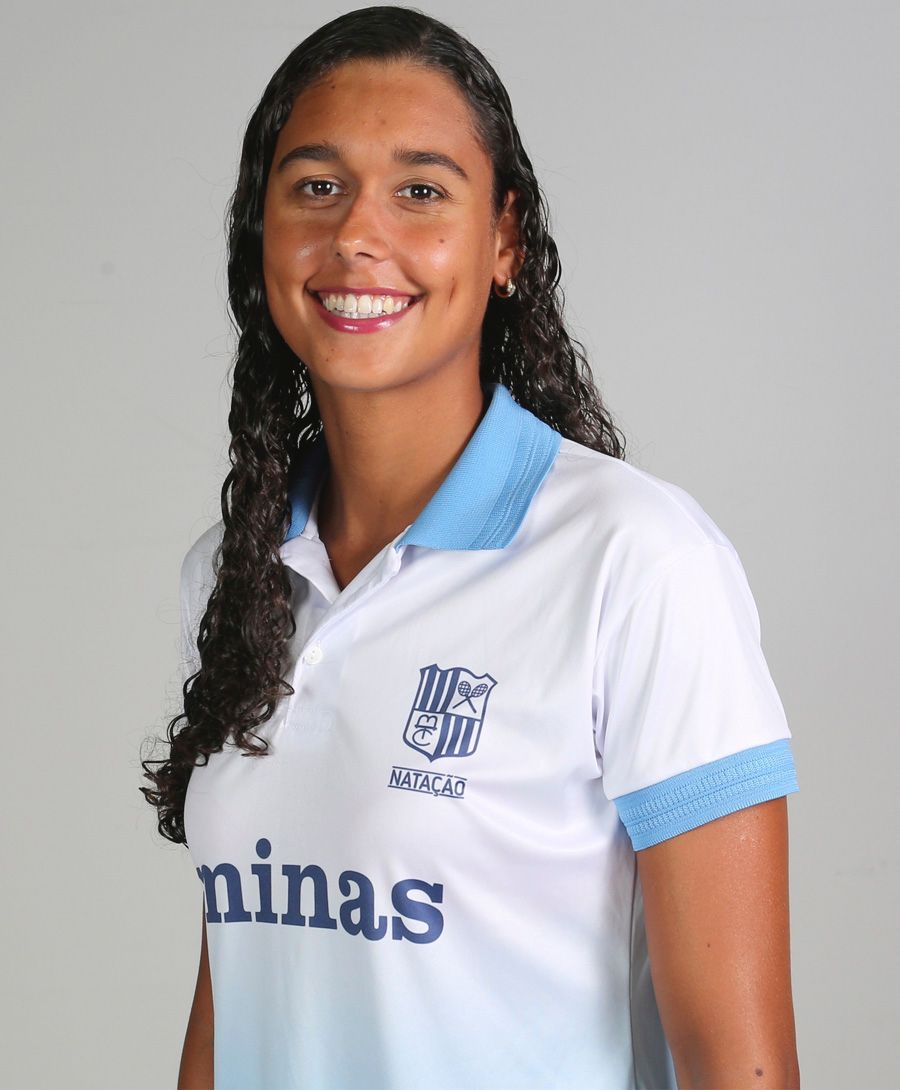
Lorrane representando o Minas Tênis Clube
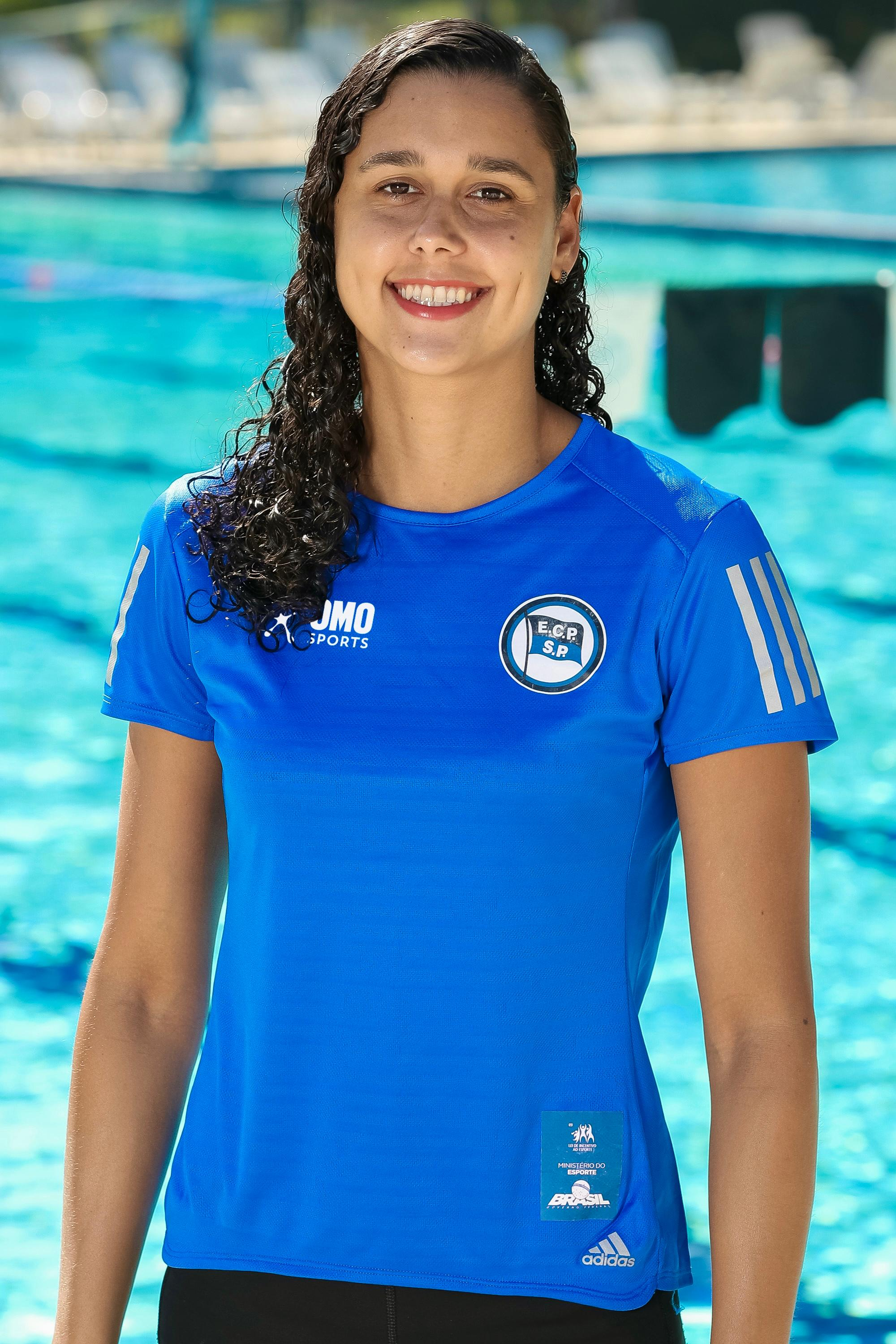
Lorrane competindo pelo Esporte Clube Pinheiros
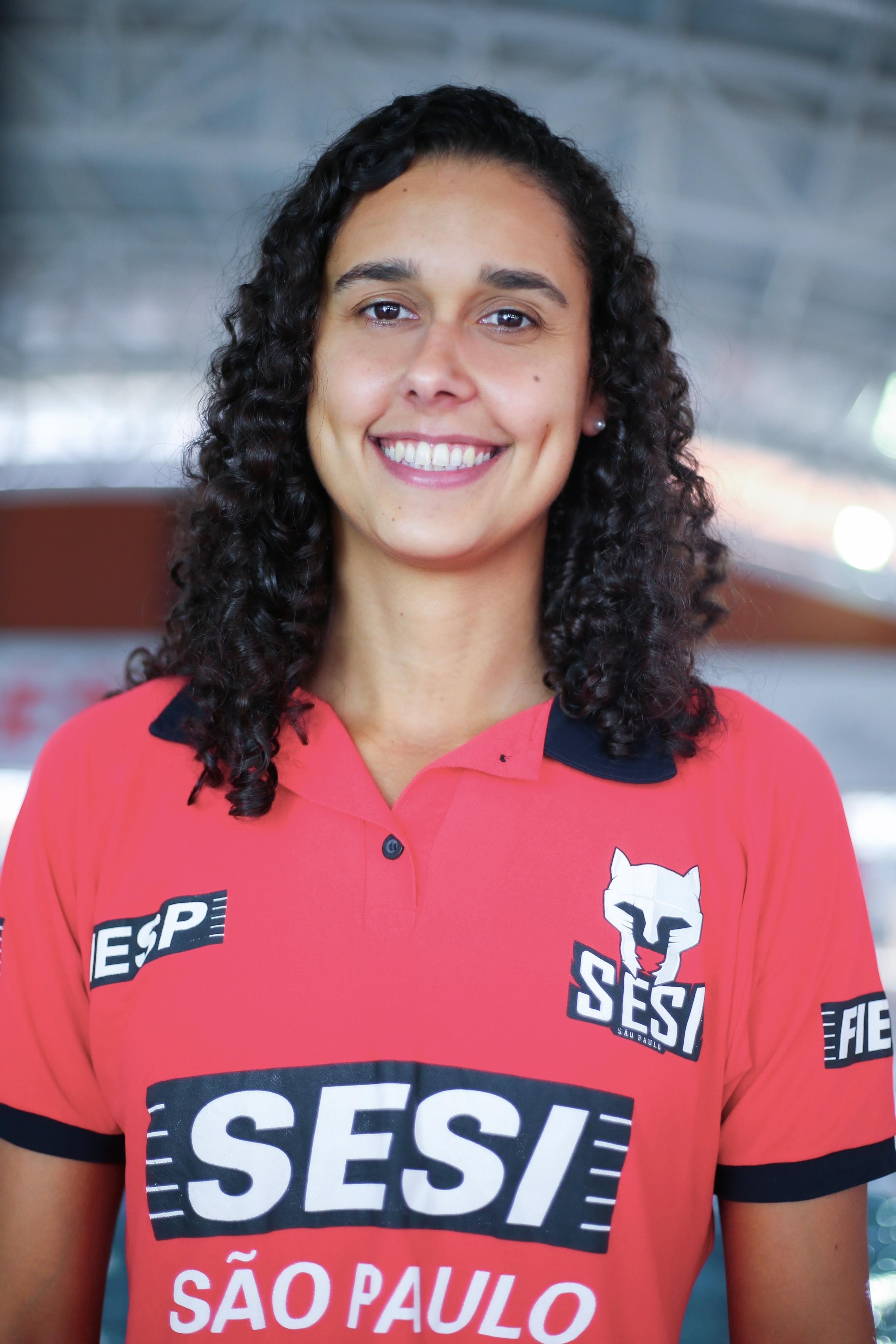
Lorrane como atleta do SESI São Paulo
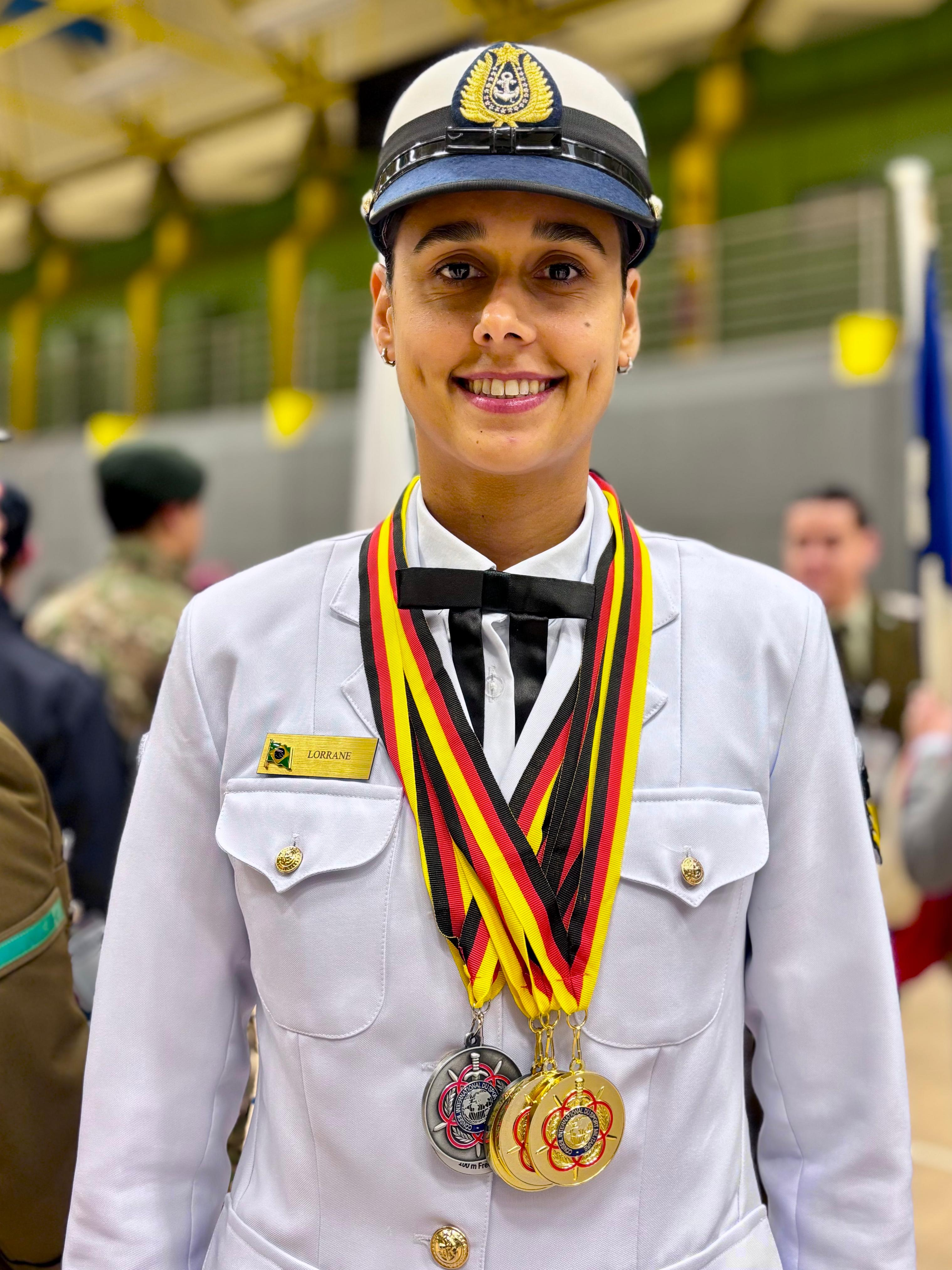
Lorrane Ferreira representando a Marinha do Brasil no 53º Campeonato Mundial Militar de Natação

## Competições Nacionais
Histórico na prova dos 50 metros nado livre em campeonatos nacionais absolutos:
| Ano  | Piscina | Competição                                | Tempo | Rank   |
| ---- | ------- | ----------------------------------------- | ----- | ------ |
| 2013 | 50m     | Troféu Maria Lenk                         | 25.82 | 8      |
| 2013 | 50m     | Troféu José Finkel                        | 26.15 | 8      |
| 2013 | 50m     | Campeonato Open Correios                  | 25.73 | 4      |
| 2014 | 50m     | Troféu Maria Lenk                         | 25.34 | [ 5 ]  |
| 2014 | 25m     | Troféu José Finkel                        | 25.34 | 10     |
| 2014 | 50m     | Campeonato Open Correios                  | 25.36 | [ 7 ]  |
| 2015 | 50m     | Troféu Maria Lenk                         | 25.52 | 4      |
| 2015 | 50m     | Troféu José Finkel                        | 25.42 | [ 9 ]  |
| 2015 | 50m     | Campeonato Open Correios                  | 25.32 | [ 10 ] |
| 2016 | 50m     | Troféu Maria Lenk                         | 24.95 | [ 11 ] |
| 2016 | 25m     | Troféu José Finkel                        | 24.75 | 4      |
| 2016 | 50m     | Campeonato Open Correios                  | 25.28 | [ 13 ] |
| 2017 | 50m     | Troféu Brasil                             | 25.28 | 4      |
| 2017 | 50m     | Troféu José Finkel                        | 26.35 | 7      |
| 2017 | 50m     | Campeonato Open Correios                  | 26.22 | 8      |
| 2018 | 50m     | Troféu Brasil                             | 24.94 | [ 17 ] |
| 2018 | 25m     | Troféu José Finkel                        | 24.69 | [ 18 ] |
| 2018 | 50m     | Campeonato Open Correios                  | 25.43 | [ 19 ] |
| 2019 | 50m     | Troféu Brasil                             | 25.30 | [ 20 ] |
| 2021 | 50m     | Campeonato Brasileiro Absoluto de Natação | 24.84 | [ 21 ] |
| 2021 | 25m     | Troféu José Finkel                        | 24.85 | [ 22 ] |
| 2022 | 50m     | Troféu Brasil                             | 25.04 | [ 23 ] |
| 2022 | 25m     | Troféu José Finkel                        | 24.84 | 4      |
| 2023 | 50m     | Troféu Brasil                             | 25.27 | [ 25 ] |
| 2023 | 50m     | Troféu José Finkel                        | 25.33 | [ 26 ] |
| 2024 | 50m     | Troféu Brasil                             | 25.09 | [ 27 ] |
| 2024 | 25m     | Troféu José Finkel                        | 24.79 | [ 28 ] |
| 2025 | 50m     | Troféu Maria Lenk                         | 24.78 | [ 29 ] |

## Competições Internacionais

#### Campeonato Pan-Pacífico
No Campeonato Pan-Pacífico de Natação de 2018, realizado em Tóquio - Japão, Lorrane conquistou o 12º lugar na prova dos 50 metros livre com o tempo de 25.08.

#### Jogos Pan-Americanos
Lorrane participou de duas edições dos Jogos Pan-Americanos, alcançando destaque nas provas de revezamento:
- Lima 2019: Medalha de prata no revezamento 4×100 metros livre misto.[31] Também foi 4ª colocada nos  50 metros nado livre com o tempo de 25.52.[32]
- Santiago 2023: Medalha de ouro no revezamento 4×100 metros livre misto e medalha de bronze no revezamento 4×100 metros livre feminino.[33] Na prova dos  50 metros nado livre foi 4ª colocada com o tempo de 25.17.[34]

#### Jogos Sul-Americanos
Nos Jogos Sul-Americanos de Assunção 2022, Lorrane conquistou a medalha de ouro nos 50 metros livre com o tempo de 25.42, reforçando sua especialidade em provas de velocidade.

#### Campeonato Mundial de Esportes Aquáticos
Lorrane participou de duas edições do Campeonato Mundial de Esportes Aquáticos:
- Budapeste 2022 (Hungria): Alcançou a 15ª colocação nos 50 metros livre com o tempo de 25.24, consolidando-se entre as principais velocistas do mundo.[37]
- Singapura 2025: Terminou em 21º lugar nos 50 metros livre com 25.02, sendo a melhor sul-americana na prova.[38]

#### Campeonato Mundial Militar de Natação
Em 2024, Lorrane participou do 53º Campeonato Mundial Militar de Natação, realizado em Warendorf, Alemanha. Representando as Forças Armadas do Brasil, conquistou seis medalhas durante a competição com especial destaque para a prova dos 50 metros nado livre, onde Lorrane sagrou-se campeã com o tempo de 25.25.